# محمد سيديف
محمد سيديف (بالتركية: Mehmet Sedef)‏ (5 أغسطس 1987 بكلس في تركيا - ) هو لاعب كرة قدم تركي في مركز الدفاع. شارك مع منتخب تركيا تحت 19 سنة لكرة القدم ومنتخب تركيا تحت 20 سنة لكرة القدم. أما مع النوادي، فقد لعب مع آلتاي إزمير وأضنة سبور وأنطاليا سبور وتشايكور ريزه سبور وغازي عنتاب سبور وغنتشلربيرليغي وقونيا سبور ونادي بشكتاش.

## وصلات خارجية
- محمد سيديف على موقع اتحاد تركيا (لاعب) (الإنجليزية)
- محمد سيديف على موقع قاعدة بيانات كرة القدم.إي يو (الإنجليزية)
- محمد سيديف على موقع Soccerway.com (الإنجليزية)
- محمد سيديف على موقع عالم كرة القدم.نت (الإنجليزية)